# Подвесная дорога

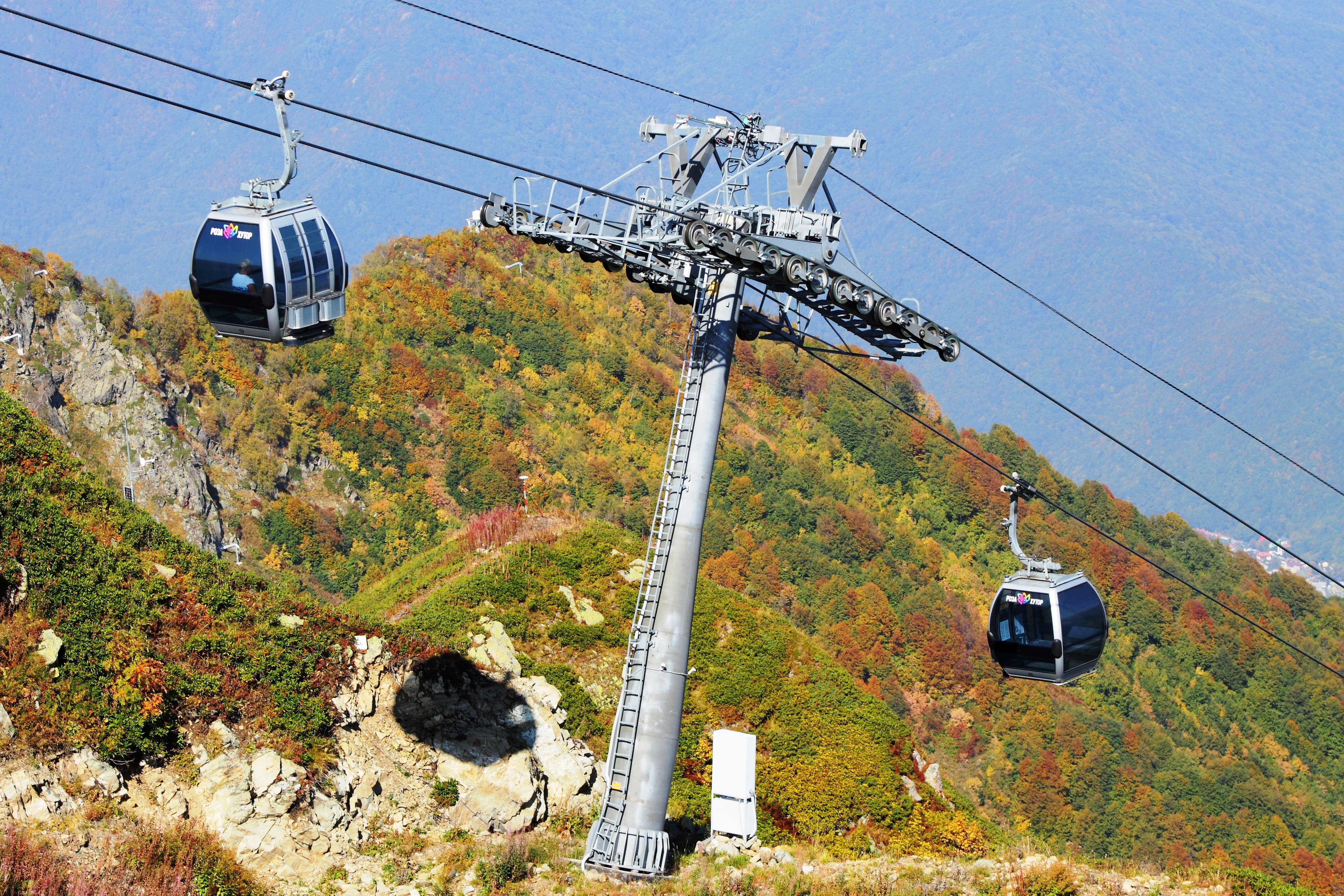
Подвесная дорога в Красной Поляне (Сочи, 2015 год)

Подвесная дорога — система подъёмно-транспортных сооружений с подвесным канатным или монорельсовым путём, размещённым на опорах выше уровня земной поверхности. Различают два основных вида:
- канатная подвесная дорога обустраивается, как правило, для перемещения грузов и пассажиров через пересечённую местность, водные преграды и т. п. В качестве подвижного состава обычно выступают подвесные кресла, тележки, вагонетки и вагоны[2].
- монорельсовая подвесная дорога обычно возводится на крупных предприятиях, складах для оптимального использования производственных площадей; нередко монорельсовые путепроводы используются для скоростных поездов на воздушной подушке или на магнитной подвеске[2].